# Drivare
Drivare är en skogsmaskin som både skördar (kapar, kvistar och apterar) och skotar (transporterar) virket till avlägg i ett moment. 
Drivaren kan vara utrustad med ett kombinerat skördaraggregat och griptång, som t.ex. 330 Duo som Valmet 801 Combi var utrustad med. 
Ett annat sätt är prototypen Fiberdrive 1750 som har separata kranspetsar som genom ett snabbkopplingssystem byts på kranspetsen mellan grip och skördaraggregat vid avlägg.
Fördelen med en drivare är att man får färre maskinflyttningar, och med den så kallade direktlastningen får man en minskad bränsleförbrukning och renare virke då det aldrig når marken. Andra fördelar är att produktionsrapporteringen blir lättare då varje enskild stock mäts och lastas direkt på lastbäraren. Detta ger högre säkerhet när man uppskattar hur mycket virke som finns vid vältan vid avlägget.
Nackdelar som tillskrivs drivarsystemet är att skotningen blir dyr och att maskinen är dyrare än konventionell skotare. Kombinationsaggregaten som funnits har inte heller varit tillräckligt bra jämfört med en vanlig virkesgrip. Kostnadsmässigt är drivaren mer känslig för långa transporter av virket från skog till bilväg än konventionell avverkning med skördare och skotare.

## Historia
Den första moderna drivaren för kortvirksmetoden var maskinen Pika 828 Combi från finska Pika som kom i slutet av 1990-talet. Under 2002 lanserade Valmet (numera Komatsu Forest) sin egen drivare Valmet 801 Combi  och Komatsu Forest fortsatte att tillverka maskinen fram till 2007. Valmet 801 Combi hade en lastförmåga på 12 ton och vägde runt 16 ton. Valmet 801 Combi kunde senare utrustas med antingen ett fast lastutrymme för standardlängder med virkesgrind som en konventionell skotare, dock med tanken att kunna lasta en del av virket på tvären på lastutrymmet. Den kunde även utrustas med ett roterbart och tiltbart lastutrymme utan lastgrind för att underlätta direktlastningen av fallande längder virke.
Pika, företaget som tillverkade Pika 828 Combi och Pika 728 Combi, sålde 2004 tillverkningsrättigheterna till drivarna till finska Pinox som tillverkade dem fram till 2008 då företaget gick i konkurs.
Dessa fordon brukar ibland även utrustas med planteringsaggregat, detta för att de kan bära med sig många plantor på lastutrymmet bakom hytten.
Under 2014 tillverkade Komatsu Forest en drivarprototyp under arbetsnamnet X19, inledningsvis utrustad med kombinationsaggregat men med slutavverkning som dess primära användningsområde. X19 utrustades därefter med snabbfäste. Snabbfästet möjliggör snabbt skifte mellan skördaraggregat och skotargrip. X19 har testats i flera studier avseende tidsåtgång, virkesvärde och drivningskostnader, i jämförelse med det konventionella tvåmaskinsystemet för svenskt drivningsarbete (bestående av skördare och skotare). Systemen har visat sig lika.